# Chiesa di San Sebastiano (Sanremo)
La chiesa di San Sebastiano è un edificio religioso di Coldirodi, frazione di Sanremo.

## Storia
La chiesa alla sua fondazione, avvenuta nel 1319, era una semplice cappella attaccata ad altre case ed era strutturata diversamente: l'altare maggiore era posto a Est e la parete finale era a Ovest, quindi l'entrata era laterale, sempre nella posizione dell'attuale ma senza facciata; l'antico campanile si ergeva dove oggi è presente il battistero della parrocchia. Questa primitiva chiesa divenne presto insufficiente per contenere la popolazione che aumentava, perciò fu sottoposta a lavori di totale rifacimento iniziati il 26 giugno 1616 con la posa della prima pietra; venne ricostruita ed ingrandita notevolmente, dandogli la forma che si vede oggi. I lavori furono terminati definitivamente con la benedizione il 6 gennaio 1628. Nei decenni a seguire i collantini continuarono ad abbellire la chiesa e vollero che fosse trasformata da chiesa romanica in edificio dalle tipiche caratteristiche barocche. Dopo la separazione da Sanremo nel 1753 si intrapresero grandi opere di ampliamento della chiesa, nel 1758 si diede inizio alla demolizione delle case situate dietro per la costruzione dell'abside destinato per il coro e il presbiterio, quindi fu allungata sul retro. L'ingrandimento della chiesa rese necessari addobbi e ornamenti più ricchi e sontuosi, cosicché il comune tra il 1764 e il 1769 spese 3682 lire per l'acquisto dell'organo, di una croce in argento per le processioni, di lampade e di un reliquiario dei santi Ignazio e Sebastiano. Negli anni successivi continuarono vari acquisti per tappezzerie destinate all'addobbo delle pareti in occasione delle varie festività.
Nell'ottobre del 1772 giunse da Roma il corpo del martire San Fortunato, un protomartire delle catacombe romane, in un primo momento venne deposto nella chiesa di San Bernardo e successivamente trasferito nella parrocchiale con una solenne processione dove in quei giorni avvenne una miracolosa guarigione attribuita alla sua intercessione testimoniata anche negli archivi parrocchiali. Nel 1773 per le decorazioni in stucco fu pagato lo stuccatore Pietro Notari di Curio, suoi collaboratori furono gli stuccatori Bartolomeo Bagutti di Rovio e Carlo Papa. L'interno della chiesa conserva pregevoli opere d'arte tra cui l'altare maggiore, un affresco nell'abside del pittore Migliorati raffigurante San Sebastiano in Gloria, e commissionato nel 1923 da don Carassari, gli stucchi della navata realizzati nel 1858 dall'Adami, una pietà e un angelo, opere di ignoti, una Via Crucis in gesso, una statua del Maragliano dedicata alla Madonna del Rosario, un crocifisso in avorio (trafugato da ignoti). L'altare delle reliquie decorato da un crocefisso in legno di tartaruga, racchiude dietro ad un vetro molte reliquie di santi e martiri.

## Architettura
La parrocchiale è dotata anche di un pregevole organo, costruito da Natale Marelli di Milano, nel 1910 posto nella cantoria lignea sopra l'ingresso principale all'interno di una cassa inserita in un'altra preesistente risalente al 700, dipinta, decorata e munita di portelle. Di notevole rilievo, infine, è il Cristo Morto, pezzo ligneo del 600 di autore anonimo.